# ۱۳۶۲ (قمری)
۱۳۶۲ (قمری)، هزار و سیصد و شصت و دومین سال در گاهشماری هجری قمری است. اول محرم این سال برابر با هشتم ژانویه سال ۱۹۴۳ میلادی است.

## مناسبت‌ها
عیدغدیرخم

## زادگان
- ۱۷ ربیع‌الاول - سید محمد صدر مرجع تقلید شیعه و رئیس حوزه علمیه نجف